# Schultheismühle
Schultheismühle ist ein Wohnplatz in der Gemeinde Kürten im Rheinisch-Bergischen Kreis.

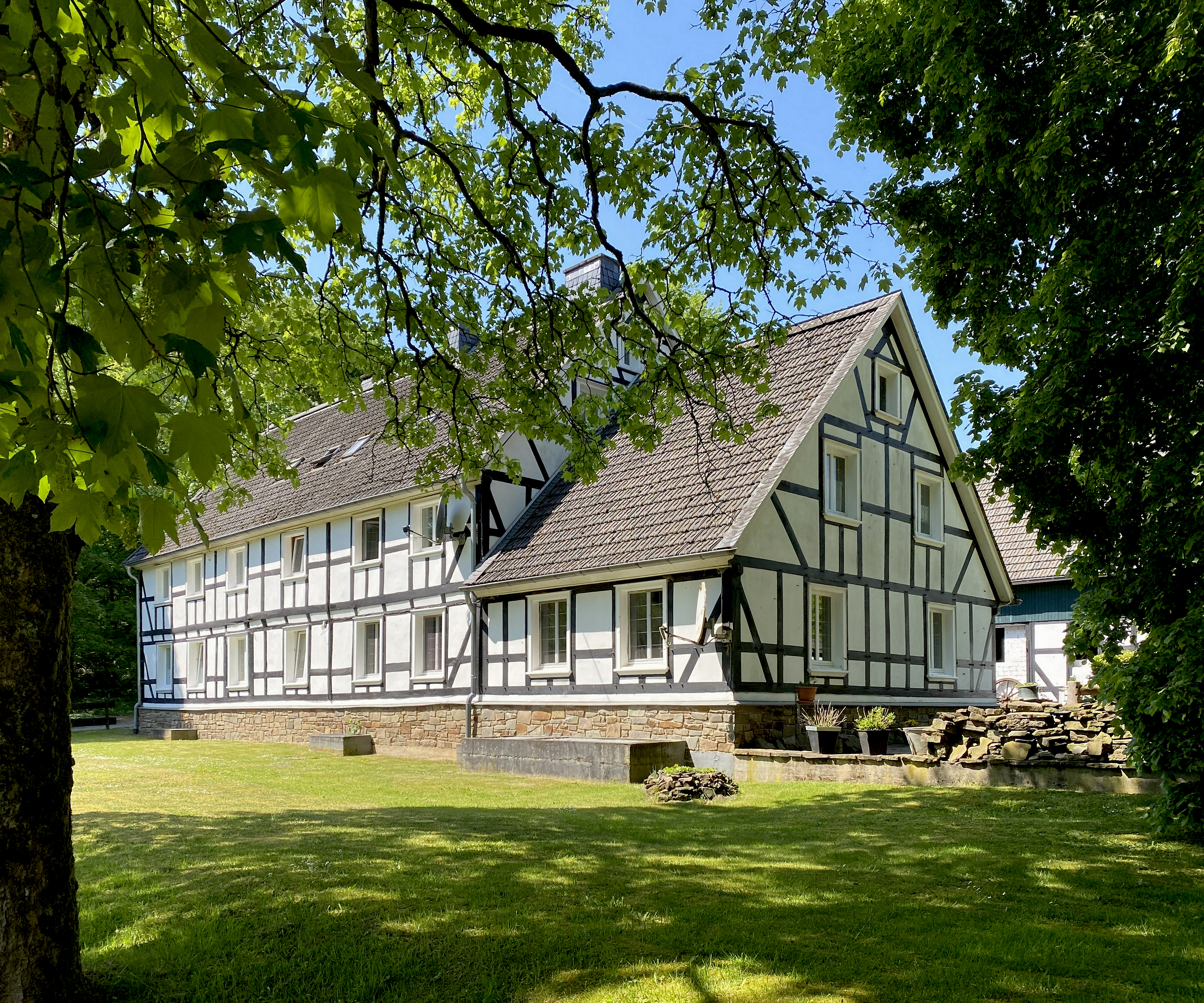
Schultheismühle 10–10a

## Lage und Beschreibung
Der Ort liegt östlich von Olpe an der Kreisstraße 31 zwischen Olperhof und Erlenbusch.

## Geschichte
Die Topographia Ducatus Montani des Erich Philipp Ploennies aus dem Jahre 1715, Blatt Amt Steinbach, belegt, dass der Ort bereits 1715 als Mühle bestand und als Mühle bezeichnet wurde.
Unter der französischen Verwaltung zwischen 1806 und 1813 wurde das Amt Steinbach aufgelöst und Schultheismühle wurde politisch der Mairie Olpe im Kanton Wipperfürth  im Arrondissement Elberfeld zugeordnet. 1816 wandelten die Preußen die Mairie zur Bürgermeisterei Olpe im Kreis Wipperfürth.
Schultheismühle gehörte zu dieser Zeit zur Gemeinde Olpe.
Der Ort ist auf der Topographischen Aufnahme der Rheinlande von 1824 als Schulchertsmühle und auf der Preußischen Uraufnahme von 1840 als Schultheismühle verzeichnet.
Ab der Preußischen Neuaufnahme von 1892 ist er auf Messtischblättern regelmäßig als Schultheismühle verzeichnet.
1830 hatte der Ort 35 Einwohner und wurde mit Mühle bezeichnet.
Der 1845 laut der Uebersicht des Regierungs-Bezirks Cöln als Hof kategorisierte Ort besaß zu dieser Zeit vier Wohnhäuser. Zu dieser Zeit lebten 30 Einwohner im Ort, davon alle katholischen Bekenntnisses.
Die Gemeinde- und Gutbezirksstatistik der Rheinprovinz führt Schultheismühle 1871 mit fünf Wohnhäusern und 29 Einwohnern auf.
Im Gemeindelexikon für die Provinz Rheinland von 1888 werden fünf Wohnhäuser mit 32 Einwohnern angegeben.
1895 hatte der Ort vier Wohnhäuser und 24 Einwohner.
1905 besaß der Ort vier Wohnhäuser und 24 Einwohner und gehörte konfessionell zum katholischen Kirchspiel Olpe.
1927 wurden die Bürgermeisterei Olpe in das Amt Olpe überführt. In der Weimarer Republik wurden 1929 die Ämter Kürten mit den Gemeinden Kürten und Bechen und Olpe mit den Gemeinden Olpe und Wipperfeld zum Amt Kürten zusammengelegt. Der Kreis Wipperfürth ging am 1. Oktober 1932 in den Rheinisch-Bergischen Kreis mit Sitz in Bergisch Gladbach auf.
1975 entstand aufgrund des Köln-Gesetzes die heutige Gemeinde Kürten, zu der neben den Ämtern Kürten, Bechen und Olpe ein Teilgebiet der Stadt Bensberg mit Dürscheid und den umliegenden Gebieten kam.

### Die Schultheismühle
Die namensgebende Wassermühle stand am Olpebach. Sie wurde im Jahr 1736 urkundlich erwähnt und war anfangs eine Ölmühle, später eine Getreidemühle. Bis Mitte des 19. Jahrhunderts hieß sie schlicht Mühl bzw. Zur Mühl, wurde aber im Urkataster als Schultheisermühle eingetragen. Kleine Ölmühlsteine mit einem Durchmesser von nur knapp 50 cm sind bei dem Anwesen erhalten, das sich seit 200 Jahren im Familienbesitz befindet.